# Полски ацинос
Полският ацинос (Acinos arvensis, син. Clinopodium acinos), наричан също богородиче, е вид растение от семейство Lamiaceae. Растението е включено в списъка на лечебните растения съгласно Закона за лечебните растения.
Това е многогодишно растение, което обикновено расте до около 20 см височина и 30 см ширина. Предпочита силна и продължителна слънчева светлинана. Ароматът леко напомня на мащерка.
Полският ацинос е хранително растение за ларвата на нощната пеперуда Coleophora tricolor.

## Други
На богородичето е наречена улица в София (Карта).